# جو راش
جو راش (بالإنجليزية: Joe Rush)‏ هو نحات بريطاني، ولد في 1960.

## وصلات خارجية
- الموقع الرسمي